# Руденский район
Руденский район (бел. Рудзенскі раён) — административно-территориальная единица в составе Белорусской ССР, существовавшая в 1924—1931 и 1935—1960 годах. Центр в 1924—1931 и 1935—1938 годах — Смиловичи; в 1935 и 1938—1960 — Руденск.

## История
Был образован как Смиловичский район (бел. Смілавіцкі раён) в 1924 году в составе Минского округа. По данным 1926 года имел площадь 1012 км², население — 40,9 тыс. чел. В 1930 году, когда была упразднена окружная система, Смиловичский район перешёл в прямое подчинение БССР. В июле 1931 район был упразднён.
В феврале 1935 года район был восстановлен в прямом подчинении БССР под названием Руденский район. В июле того же года переименован в Смиловичский район с переносом районного центра в местечко Смиловичи. С введением областного деления в январе 1938 года причислен к Минской области. В феврале 1938 вновь стал называться Руденским районом.
По переписи 1939 года, в районе проживало 52 716 человек: 47 054 белоруса (89,3 %), 2700 евреев (5 %), 1488 русских (3,2 %), 531 украинец, 173 поляка, 770 представителей прочих национальностей.
По данным на 1 января 1947 года район имел площадь 1,0 тыс. км². В его состав входили городской посёлок Руденск и 12 сельсоветов: Голоцкий, Дричинский, Дудичский, Дукорский, Корзуновский (центр — д. Смиловичи), Озеричинский, Пережирский, Сергеевичский, Смиловичский, Узлянский, Цитвянский, Шацкий.
По данным переписи 1959 года, в районе проживало 44 917 человек.
20 января 1960 года в процессе продолжавшейся реорганизации районного звена административно-территориального деления БССР район был упразднён, а его территория разделена между Пуховичским, Узденским и Червенским районами.
В состав Пуховичского района переданы сельсоветы Голоцкий, Дричинский, Пережирский, Цитвянский, Дукорский (за исключением населённых пунктов Городище, Криница, Турец и Чесловое), Сергеевичский (за исключением населённых пунктов Волосач, Ковалевичи и Слопищи), городской посёлок Руденск с подчиненными поселковому Совету населёнными пунктами и населённые пункты Альховка, Боровая Слобода, Беручки, Залесье, Едлино, Новосады, Пески, Поляны, Погуляйко, Подборье, Узляны, Ушанка Новопольского сельсовета.
В состав Узденского района — Шацкий, Новопольский (за исключением населённых пунктов, переданных в состав Пуховичского района) и населённые пункты Волосач, Ковалевичи и Слопищи Сергеевичского сельсовета.
В состав Червенского района — Смиловичский сельсовет и населённые пункты Городище, Криница, Турец и Чесловое Дукорского сельсовета.

## СМИ
В районе в 1928—1929 годах на белорусском языке издавалась газета «Актывіст» (Активист).